# 台灣法律
| \| 本條目屬於 臺灣系列 \| |
| 前往臺灣主題頁 |
| 臺灣概況 - 經濟 • 政治 • 法律 • 人權 • 能源 • 交通 行政區劃 • 城市 • 政府 • 政黨 • 選舉 • 總統 • 外交 軍事 • 族群 • 人口 • 公民 • 原住民族 • LGBT權益 臺海現狀 • 臺灣問題 |
| 臺灣文化 （總覽） - 文學 • 料理 • 茶藝 • 小吃 • 夜市 • 郵票 建築 • 語言 • 宗教 • 葬禮 • 古蹟 • 遺址 • 國寶 民俗文物 • 節日 • 教育 • 體育 • 媒體 • 眷村 文化活動 • 觀光 • 購物中心 • 百貨公司 世界遺產潛力點 • 歷史建築百景 • 流行文化                                                    |
| 臺灣藝術 （總覽） - 音樂 • 漫畫 • 動畫 • 電影 • 攝影 • 舞蹈 戲劇 • 臺劇 |
| 臺灣地理 （總覽） - 天文 • 氣候 • 地質 • 地震 • 斷層 • 火山 • 生態 濕地 • 山峰 • 山脈 • 湖泊 • 水庫 • 河流 • 溫泉 島嶼 • 海岸 • 特殊生物 • 保育生物 • 生態環境 自然保護區 • 國家公園 • 森林遊樂區 縣市級風景特定區 • 直轄市級風景特定區 國家級風景特定區                                 |
| 臺灣歷史 （詳細） - 史前時期(-1624)↓理蕃政策(1933) 原住民聯盟與政權↓奧蘭治城包圍戰(1662)↓澎湖海戰(1683)↓馬關條約(1895)↓日本投降(1945) 荷屬福爾摩沙/西屬艾爾摩莎 鄭氏政權清治時期 日治時期 戰後時期 │1624│1649│1674│1699│1724│1749│1774│1799│1824│1849│1874│1899│1924│1949│1974│1999│2024 |
| 閱 • 論 • 编 |
| 本條目屬於 臺灣系列 |

台灣法律首度成文實施於17世紀之荷蘭統治時期，後經過以明律為綱的鄭氏王朝嚴刑峻罰、清治時期之大清律法、日治時期的六三法等特別法，至中華民國政府開始統治之後則以大陸法系的中華民國法律為主軸。現今除了適用於臺澎金馬（即臺灣地區）的《中華民國憲法》及《憲法增修條文》外，尚有法律和命令共三個層級，其中，仍以憲法及其增修條文為基礎，所有規範皆不可違背在其上位階的規定。

## 台灣史前時期
除了成文法律外，依現今文獻考古所知，台灣法律最早出現者者，乃為南島民族一支的台灣原住民族內的不成文法律。根基於部落族群習慣法的該台灣原住民法，主要精神為遵從長者及社會習慣，對於不法行為人以口傳方式施行驅離、體刑、剝奪財產等刑則，另外也有依據神明指示為主的神判舉措，值得一提的是，史前的台灣原住民法律鮮有死刑之舉。
台灣原住民法律施行時間不明，不過直到17世紀前後，由荷治時期奪取部分法律施行範圍後就迅速喪失約束力，不過即使於現代，台灣原住民區域中，此種習慣法仍有小部分影響力。

## 荷治時期
荷治時期的台灣法律來源，絕多是由荷蘭在台政府制定；以各種契約為主軸的不成文律法。這些契約，讓只佔台灣人口百分之一的荷蘭人統治及決定所有台灣事務。著重於商業的律法書，無可忽視的仍有一定之公平性。實行對象除了荷蘭人之外，尚包含最大族群之台灣原住民、第二大族群；組成各類型協商委員會的中國人。對台灣統治者荷蘭行政長官而言，法律制定其實是為了貿易與農業的迅速發展。

## 鄭氏王朝
延平郡王鄭成功攻克台灣後，養銳待時與民休息，但是立法嚴厲，犯者無赦。後繼承者鄭經仍沿襲舊規，設刑宮理訟獄，遵用明律。

## 清治時期
台灣清治時期之台灣法律，除治權未及蕃地外，其律法乃根據大清律。其立法精神依據開首的《世祖章皇帝御製大清律原序》所記載，乃是以《明律》作參考，以漢人習慣法為準，其特點是「集解附例」，希望透過各種案例作參考，使官吏能夠作為量刑的依歸。之後，歷經雍正及乾隆的修訂，成為量刑不一之「務期求造律之意，輕重有權，盡讞獄之情，寬嚴得體」。

## 日治時期

### 法令種類
日治時代在台灣施行的法令分為以下幾種。
- 法律，分為以勅令施行於台灣之法律和不經勅令即施行於台灣之法律，後者又分為「內外地適用法」、「外地適用法」、「內外地關係法」和具有屬人性質的法律。
- 勅令，依天皇大權或法律的委任、經勅裁所發布的命令。
- 律令，經天皇勅裁、由台灣總督制定的命令。依內容分為兩類，一類是台灣獨特的規定，另一類是仿照日本內地法律。
- 閣令及省令，閣令是內閣總理大臣發布之命令，省令是各省大臣發布之命令。
- 府令，台灣總督所依其職權或特別委任所之命令。府令在台灣相當於閣令及省令在日本內地的效力。
- 州令及廳令，州知事或廳長對其管轄區域所發布之命令，效力相當於日本內地的府縣令。
- 訓令，總督對下級官署所發布之命令。
- 日令，軍政時期（1895年8月6日～1896年3月31日）所發布之命令。

### 六三法

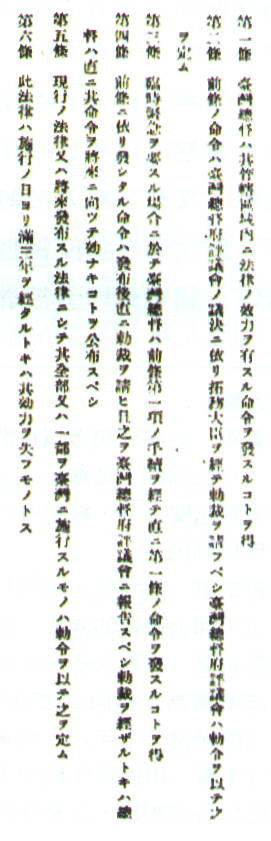
六三法條文

六三法，1896年6月3日日本在台灣所實施的特別法律，授權台灣總督府得於管轄範圍內頒布具有法律效力之命令。該條法律的正式名稱是「臺灣ニ施行スベキ法令ニ關スル法律」，即「應於臺灣法令施行相關之法律」，簡稱「六三法」。
因台灣總督本已擁有行政權，如係軍人出身，又兼掌軍事權。再依「六三法」規定，總督也有立法權，緊急時更可臨時頒布命令，擁有律令制定權。在這種情況下，「六三法」奠定了台灣總督之絕對權力的法律基礎，被一部份日本國會議員以其侵犯議會的立法權，而限其只能以實施三年為期限。但是在1899年，日本當局又以必須延長三年為理由，再以法律第七號延長，1902年又再以法律第二十後延長三年。原本，日本政府聲明不再延長「六三法」，但1905年因日俄戰爭，兒玉總督擔任滿洲軍總參謀長而不在台灣，所以又以法律第四十二號延長到1906年12月底，一共維持了11年的效力（楊碧川 1997，164；張炎憲 1994，29）。由於六三法的長期實施，等於賦予台灣總督不受制約的權力，所以可以說六三法讓台灣總督成為台灣的「土皇帝」。

#### 六三法條文
《六三法》「關於應在台灣施行的法令之法律」（明治二十九年法律第六十三條）
- 第一條 台灣總督在其管轄區域內，得制定具有法律的效力之命令。
- 第二條 前條之命令，應經台灣總督府評議會之議決，經拓殖大臣奏請敕裁。台灣總督府評議會之組織，以敕令定之。
- 第三條 在臨時緊急時，台灣總督不經前條第一項之手續，即時制定第一條之命令。
- 第四條 依前條所制定之命令，制定後須立即奏請敕裁，並報告於台灣總督府評議會，如不得敕裁者，總督須即時公佈該命令向將來失效。
- 第五條 現行法律或將來應頒佈之法律，如其全部或一部有施行於台灣之必要者，以敕令定之。
- 第六條 此法自施行之日起，經滿三年失效。（引自東海大學台灣研究室）

### 三一法
明治39年（1906年）日本政府公佈法律第三十一號，名稱為「關於應該在台灣施行的法令之法律」，簡稱為「三一法」。明治40年（1907年）1月1日起實施，與「六三法」差別不大，但是，明定總督之律令不得牴觸本國或在台灣施行的法律，不過之前根據「六三法」所頒佈的律令仍然有效，本法效期為5年，在明治44年（1911年）及大正5年（1916年）各延長一次，於大正11年（1922年）被「法三號」取代而失效。

### 法三號
大正10年（1921年）日本政府公佈法律第三號，名稱為「關於應該在台灣施行的法令之法律」，簡稱為「法三號」。大正11年1月1日起實施，為了使日本本土的法律適用於台灣，將法律之全部或部分要施行於台灣者以敕令定之，總督所制定之律令則只具有補充的地位，只有在台灣有需要，而本土沒有這種法律，或台灣的特殊情況，本土的法律不適合施行於台灣的情形下，才採用制定律令的辦法。至此，總督的立法權被削弱，本法則一直施行到二戰結束為止。

## 現今

### 法律體系
今統治台灣的中華民國政府所依之法律為大陸法系，以成文法（Statute Law）為法治基礎，與以判例法（Case Law）為基礎的英美法系不同。就認定上，中華民國台灣與大陸地區原同屬同一法域，因為國共內戰的結果造成國家分裂，長期形成二個法律不同的地區，因此發生區際法律衝突的問題。1980年代末期，台灣解嚴後，台灣政府頻以制定新法（如：臺灣地區與大陸地區人民關係條例）及修法等方式，試圖解決此問題。
今台灣法律除了中華民國憲法及適用於台澎金馬的中華民國憲法增修條文外、尚有法律和命令共三個層級，其中，仍以中華民國憲法及其增修條文為基礎，所有規範皆不可違背在其上位階的規定。若細分；依《中央法規標準法》第2條之規定，今台灣法律的名稱可分為4種：法、律、條例、通則。

### 法院體系
主條目：中華民國法院制度
以下為台灣現行法院制度。

#### 憲法法院
臺灣最高司法機關，即司法院，下設憲法法庭，由全體大法官共同組成，並由司法院院長兼任審判長。依《憲法訴訟法》規定，憲法法庭主要負責下列業務：
- 執行法規範憲法審查及裁判憲法審查。
- 審理機關爭議案件。
- 審理總統、副總統彈劾案。
- 審理政黨違憲解散案。
- 處理地方自治保障案件。
- 統一解釋法律及命令。

其他依法得聲請司法院解釋者，仍應依其性質，分別適用《憲法訴訟法》所定相關案件類型及聲請要件之規定。

#### 普通法院
一般民事以及刑事案件由普通法院管轄，採三級三審制；但部分訴訟案件，例外採二級二審制度。
普通法院體系按照正常訴訟程序，依序為：
- 地方法院：臺灣共設置21個地方法院，原則上為一縣一地方法院，設於省轄市之地方法院通常管轄至外圍縣1[[[Wikipedia:格式手册/链接#章節|錨點失效]]]。
- 高等法院：台灣高等法院設於台北市，並在臺中市、臺南市、高雄市及花蓮縣等地皆設有分院。此外，因福建省已虛級化，故福建高等法院不設院本部，但於金門縣設有分院，該分院在行政上則歸司法院直轄。
- 最高法院：最高法院設於台北市。

專業法院
除一般普通法院外，為因應專業案件，得視情況設置專業法院。目前有臺灣高雄少年及家事法院，負責審理高雄市兒童及少年觸犯刑罰法律事件，其位階等同地方法院。其他無獨立少年法院之行政區，則於該行政區所屬之地方法院內增設少年法庭。依據《智慧財產法院組織法》於2008年7月1日成立的智慧財產法院，負責審理智慧財產案件，其案件包含第一、二審之民事、刑事智慧財產案件與第一審之行政智慧財產案件。
軍事法院（戰時）
依軍事審判法之規定，軍事法院分為最高軍事法院、高等軍事法院以及地方軍事法院，除最高軍事法院應設於中央政府所在地外，均由國防部視部隊任務需要設置。

#### 行政法院
行政訴訟由行政法院管轄，採三級二審制：
- 高等行政法院：高等行政法院為行政訴訟案件第一審管轄法院，目前設有台北、高雄及臺中三所高等行政法院。
- 最高行政法院：設於臺北市。

### 檢察體系
檢察體系於制度上設有檢察署，分為最高檢察署、高等檢察署以及地方檢察署，各置檢察長和檢察官，負責對刑事案件的偵察與起訴。
檢察體系的最高首長為檢察總長，其具有非常上訴之權；主管檢察體系之中央部會則為法務部。

### 相關爭議
戰後的中華民國法律體系常被質疑有所偏頗，如法院體系被質疑為特定政黨的禁臠，檢調體系也發生過「奉命不上訴」的情事。